# Chiheru de Jos
Chiheru de Jos là một xã thuộc hạt Mureș, România. Dân số thời điểm năm 2002 là 1747 người.